# مكدامية لوية

مكدامية لوية (الاسم العلمي:Macadamia lowii) هي نوع نباتي يتبع جنس المكدامية من الفصيلة البروطية.